# Dactylorhiza purpurella
Dactylorhiza purpurella är en orkidéart som först beskrevs av Thomas Stephenson och Thomas Alan Stephenson, och fick sitt nu gällande namn av Károly Rezsö Soó von Bere. Dactylorhiza purpurella ingår i Handnyckelsläktet som ingår i familjen orkidéer.

## Underarter
Arten delas in i följande underarter:
- D. p. purpurella
- D. p. cambrensis

## Bildgalleri

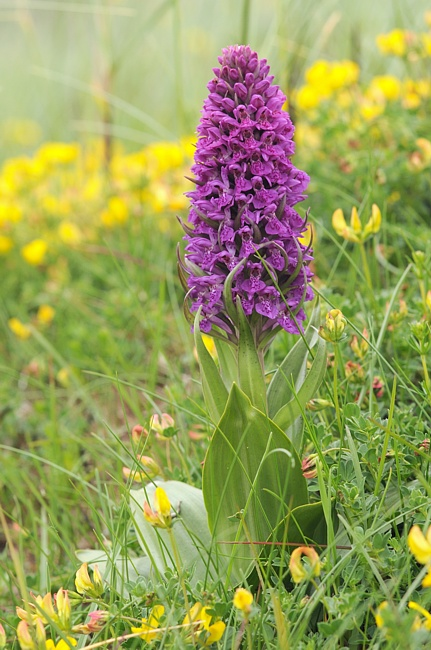
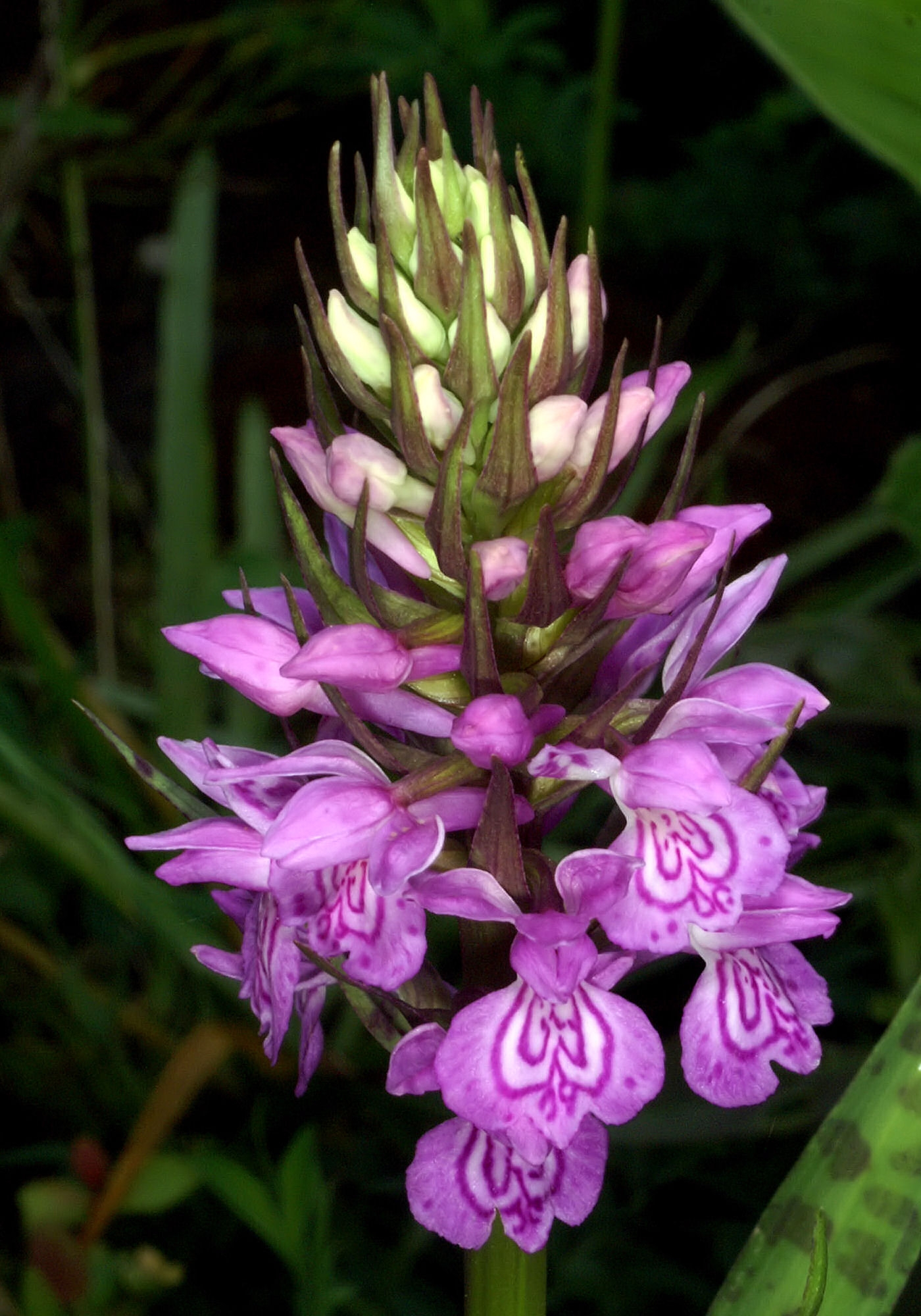
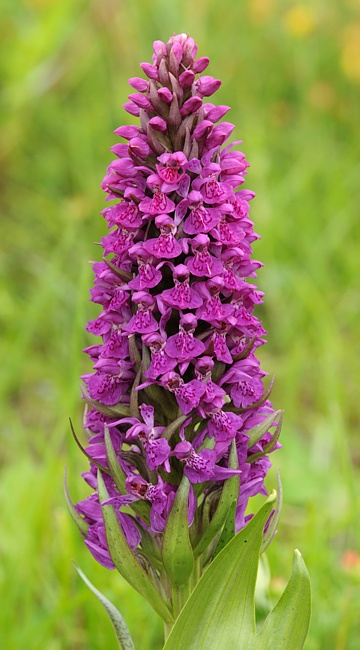
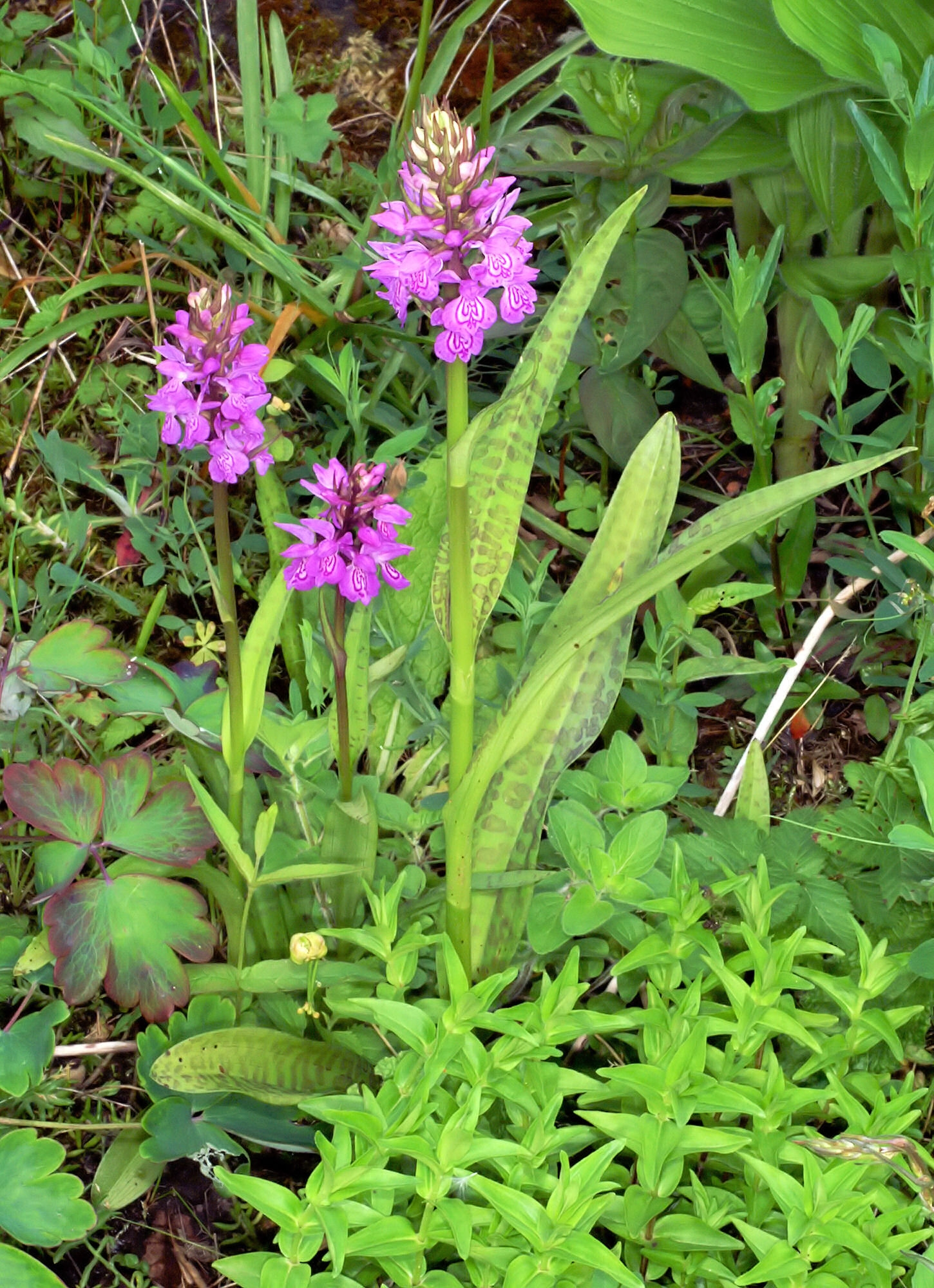
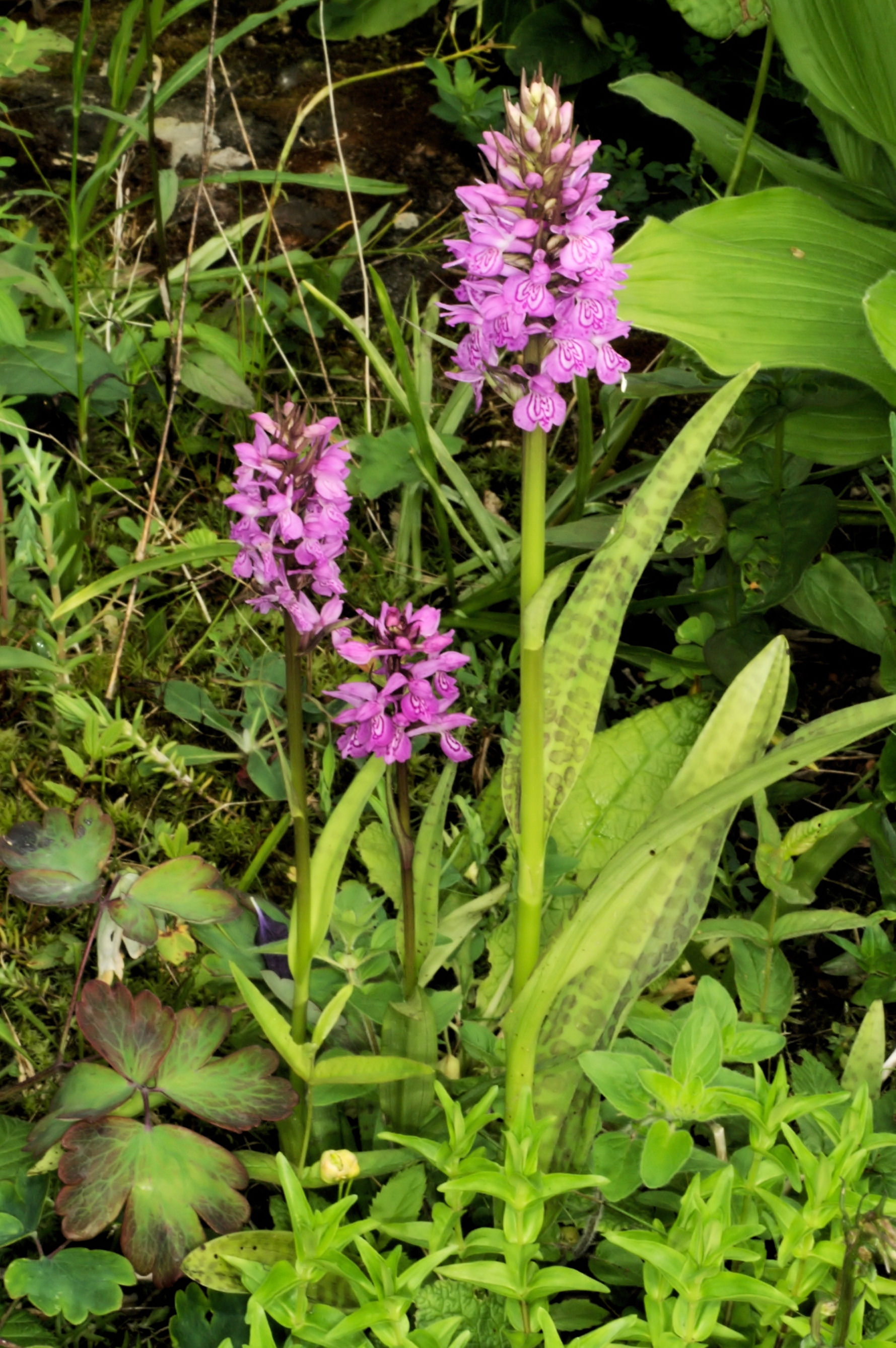
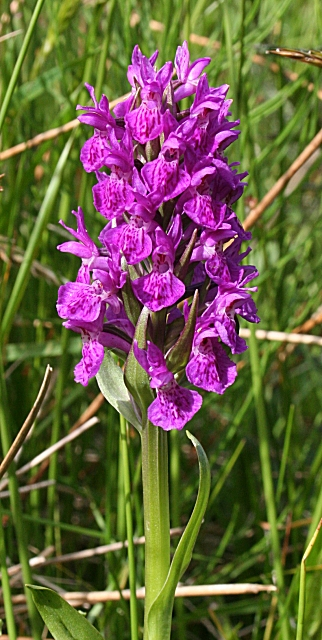